# Carmen (Cebu)
Carmen (Bayan ng Carmen) är en kommun i Filippinerna. Kommunen tillhör provinsen Cebu och ligger på ön med samma namn. Folkmängden uppgår till 37 351 invånare.

## Bildgalleri

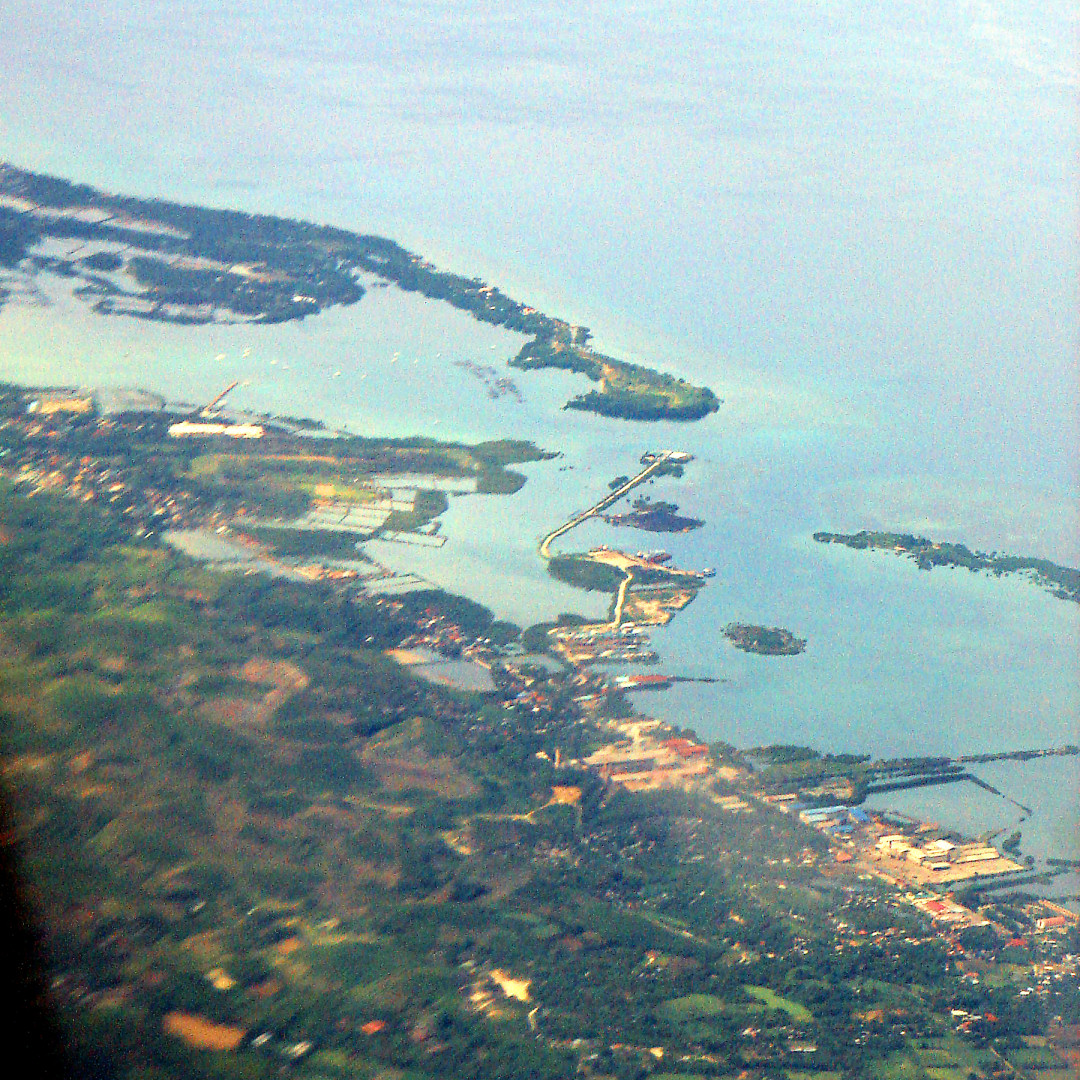

## Barangayer
Carmen är indelat i 21 barangayer.
| - Baring - Cantipay - Cantumog - Cantucong - Caurasan - Corte - Dawis Norte - Dawis Sur - Cogon East - Hagnaya - Ipil | - Lanipga - Liboron - Lower Natimao-an - Luyang - Poblacion - Puente - Sac-on - Triumfo - Upper Natimao-an - Cogon West |